# Imam Ali-moskeen (Najaf)
 For alternative betydninger, se Imam Ali-moskeen. (Se også artikler, som begynder med Imam Ali-moskeen)
Imam Ali-moskéen (arabisk: حرم الإمام علي), også kendt som Meshed Ali eller Alis grav, er en moské i Najaf i Irak.
Moskeen regnes blandt muslimernes største helligdomme, specielt blandt shiamuslimer. Imam Ali ibn Abi Talib, profeten Muhammeds svigersøn, den fjerde kalif, er gravlagt her. Verdens største gravplads, Wadi Al-Salaam, er beliggende tæt på moskeen.